# Elachistocleis muiraquitan
Elachistocleis muiraquitan é uma espécie de anfíbio da família Microhylidae. Endêmica do Brasil, pode ser encontrada nos municípios de Xapuri e Rio Branco, estado do Acre.